# Karl August Gerhardi
Karl August Gerhardi (auch: August Gerhardi, Pseudonyme: Gerhart Aust, Fritz Müller, * 2. Mai 1864 in Hagen/Westfalen; † 3. März 1944 in Lüdenscheid) war ein deutscher Arzt und Schriftsteller.

## Leben
Karl August Gerhardi übte anfangs eine kaufmännische Tätigkeit in Cottbus aus. Später studierte er Medizin; 1891 promovierte er an der Universität München mit einer Arbeit aus dem Gebiet der Gynäkologie zum Doktor der Medizin. Danach ließ er sich in Lüdenscheid nieder, wo er als Sanitätsrat wirkte.
Er verfasste neben medizinischen Facharbeiten und philosophischen Essays auch Erzählungen, Gedichte und Theaterstücke.
Nach Ende des Zweiten Weltkrieges wurden in der Sowjetischen Besatzungszone Gerhardis Schriften Gehirn und Krieg (Hellmann, Glogau, Leipzig 1915), Der Sinn des Zusammenbruchs (Pielhau, Lüdenscheid 1930), Kameraden an der Memel (Brunnen-Verlag, Berlin 1935) und Geburtshilfe und Volkshege (Lehmann, München, Berlin 1939) auf die Liste der auszusondernden Literatur gesetzt.
Er war der Bruder der Malerin Ida Gerhardi.

## Schriften
- Eierstocks-Geschwülste bei Schwangerschaft, München 1891
- Über die Ewigkeit der Ursachen aller Bewegung, einschließlich der menschlichen Gedanken und Handlungen, Bielefeld 1893
- Gedichte, Lüdenscheid 1896 (unter dem Namen Gerhart Aust)
- Das Wesen des Genies, Berlin 1897
- Leben und Tod, Jauer 1904 (unter dem Namen August Gerhardi)
- Neue Gedichte, Glogau [u. a.] 1913
- Toni Martini, Glogau [u. a.] 1913
- Gehirn und Krieg, Lüdenscheid [u. a.] 1915
- Zwei Bühnenstücke, Lüdenscheid 1928
- Herbstlese, Glogau 1930
- Der Sinn des Zusammenbruchs!, Lüdenscheid 1930
- Ausgewählte Dichtungen, Breslau 1936
- Einfälle aus fünfzig Jahren, Breslau 1936
- Geburtshilfe und Volkshege, München 1939